# Kagazo
Kagazo är ett periodiskt vattendrag i Burundi.   Det ligger i provinsen Kayanza, i den norra delen av landet, 60 kilometer nordost om huvudstaden Bujumbura.
Omgivningarna runt Kagazo är en mosaik av jordbruksmark och naturlig växtlighet. Runt Kagazo är det tätbefolkat, med 266 invånare per kvadratkilometer.